# تیم ملی هندبال کره جنوبی
تیم ملی هندبال کره جنوبی (انگلیسی: South Korea national handball team) نمایندهٔ کشور کره جنوبی در مسابقات بین‌المللی ورزش هندبال است.